# إدي لوسيو الثالث
إدي لوسيو الثالث هو محامي وسياسي أمريكي، ولد في 19 ديسمبر 1978 في براونزفيل في الولايات المتحدة. نشط حزبياً في الحزب الديمقراطي. وقد انتخب عضو مجلس نواب تكساس ‏.